# Аркано Инфериоре (Удине)
Аркано Инфериоре је насеље у Италији у округу Удине, региону Фурланија-Јулијска крајина.
Према процени из 2011. у насељу је живело 37 становника. Насеље се налази на надморској висини од 189 м.